# 46è Regiment «Taman» de Guàrdies de Bombarders Nocturns
El 588è Regiment d'Aviació de Bombarders Nocturns, rus: 588-й ночной легкобомбардировочный авиационный полк, Notxnoi Bombardiróvotxni Aviatsionni Polk, abreujadament NBAP, conegut per les tropes alemanyes amb el sobrenom de «bruixes nocturnes» (en alemany: Nachthexen, rus: Ночные ведьмы, Nótxnie vedmi) va ser una unitat de bombardeig de la Unió Soviètica que va estar activa des de 1942 fins a la finalització de la Segona Guerra Mundial estava formada exclusivament per aviadores militars. En 1943 el regiment va ser rebatejat com a 46è Regiment d'Aviació «Taman» de Guàrdies de Bombarders Nocturns, rus: 46-й гвардейский ночной бомбардировочный авиационный Таманский полк Gvardeiski Notxnoi Bombardiróvotxni Aviatsionni Tamanski polk.

## Història i tàctiques
Tot i que en un primer moment les dones estaven excloses del combat, gràcies al treball i la pressió exercides per la coronel Marina Raskova, es va emetre una ordre el 8 d'octubre de 1941 per desplegar tres unitats aèries femenines, incloent el regiment 588. Creat per la citada coronel Marina Raskova i liderat per la major Ievdokia Berxànskaia, estava format completament per dones voluntàries que voltaven els vint anys.
L'estratègia utilitzada pel 588è era la fustigació, realitzant bombardejos nocturns als campaments on l'exèrcit alemany es trobava descansant, i als seus voltants. L'efecte psicològic que produïa en l'exèrcit i la inseguretat en les files era absolutament eficaç. El regiment va arribar a tenir 40 tripulacions, cadascuna d'elles formada per dues aviadores. Van realitzar més de 23.000 vols de combat i van descarregar 3.000 tones de bombes. Va ser la unitat femenina més condecorada de la Força Aèria Soviètica. Cada pilot podria haver volat en més de 1.000 missions fins a la finalització de la guerra, i vint de les seves components van arribar a obtenir el títol d'Heroïna de la Unió Soviètica. Trenta de les seves membres van morir durant el combat.
L'avió utilitzat per realitzar les seves missions era un biplà Polikàrpov Po-2, dissenyat el 1928 i destinat en principi per a ser utilitzat com a avió d'entrenament i per a fumigació. Fins a la data actual és el biplà del qual s'han fabricat més unitats en la història de l'aviació. Podien portar només dues bombes cada vegada, motiu pel qual era necessari realitzar diverses incursions durant la nit. Tot i ser lents i no apropiats per a la tasca, les pilots van demostrar tenir una habilitat excepcional per pilotar-los gràcies a la seva maniobrabilitat. Un dels seus principals avantatges era que la velocitat màxima que podien assolir era menor a la velocitat mínima que els avions alemanys havien de mantenir per evitar entrar en pèrdua, com ara el Messerschmitt Bf 109 o el Focke-Wulf Fw 190. En conseqüència, els pilots alemanys van tenir moltíssimes dificultats per a abatre'ls, amb l'excepció d'un as de 
l'aviació alemany, Josef Kociok, que va fer aterrar el regiment durant tota una nit després d'abatre quatre dels seus avions el 31 de juliol de 1943.Aquesta característica del biplà permetia navegar amb el motor al ralentí a prop del seu objectiu i planejar abans de llançar les bombes. Els soldats alemanys comparaven el murmuri del motor amb el d'un pal d'escombra solcant el cel, de manera que van nomenar a les pilots «Bruixes de la nit». A causa del pes de les bombes i la baixa alçada del vol, les aviadores no portaren paracaigudes fins al 1944.
Quan el regiment es va desplegar al front de guerra el juny de 1942, el 588è Regiment de Bombarders Nocturns es trobava dins del 4t Exèrcit de l'Aire al Front Sud. Al febrer del 1943, pel coratge i l'heroisme de les tripulacions, demostrat en les batalles contra els invasors feixistes alemanys, el regiment va rebre el títol honorífic de Guàrdies, i canvià el seu nom a 46è Regiment d'Aviació de Bombarders Nocturns, dins la 325a Divisió d'Aviació de Bombarders Nocturns; a l'octubre de 1943 es va convertir en el 46è Regiment «Taman» d'Aviació de Bombarders Nocturns. «Taman» es referia a la participació de la unitat en les operacions de Novorossisk-Taman a la Península de Taman durant el 1943.
El 15 d'octubre de 1945, el regiment es va dissoldre i la majoria de les aviadores es van desmobilitzar.

## Pèrdues
Les pèrdues en combat finals del regiment foren 23 tripulants i 28 avions.. Tot i que les pilots van morir darrere les línies enemigues, cap d'elles no es considera desapareguda. Després de la guerra, la comissària del regiment Ievdokia Ratxkévitx va utilitzar els diners recaptats per tot el regiment, va visitar tots els llocs on van abatre els avions i va trobar les tombes de totes les víctimes.
El dia més tràgic de la història del regiment va ser la nit de l'1 d'agost de 1943, quan es van perdre quatre avions alhora. El comandament alemany, molest pel constant bombardeig nocturn, va traslladar un grup de combatents nocturns al lloc de les accions dels regiment. Això va ser una sorpresa total per a les pilots soviètiques, que no van saber immediatament per què l'artilleria antiaèria estava inactiva, però un cop rere l'altre els avions s'incendiaven. Quan es van adonar que havien llançat contra elles un caça nocturn, el Messerschmitt Bf 110, els vols es van suspendre, però abans d'això, un as de l'aviació alemanya, Josef Kociok, que al matí havia estat guardonat amb la Creu de Cavaller de la Creu de Ferro, va aconseguir incendiar en ple vol tres bombarders soviètics, les tripulacions dels quals no duien paracaigudes. Un altre bombarder es va perdre a causa del foc d'artilleria antiaeri. Aquella nit van morir: Anna Vissotskaia amb la navegant Galina Dokutóvitx, Ievguénia Krutova amb la navegant Ielena Salikova, Valentina Polúnina amb la navegant Glafira Kaixirina i Sofia Rogova amb la navegant Ievguénia Sukhorukova.
No obstant això, a més de les baixes en combat, hi va haver altres pèrdues. Així, el 22 d'agost de 1943, Valentina Stupina, cap de comunicacions del regiment, va morir de tuberculosi en un hospital.I el 10 d'abril de 1943, ja a l'aeròdrom, un avió, que aterrava en la foscor, es va precipitar just damunt d'un altre que acaba d'aterrar. Com a resultat, les pilots Polina Makagon i Lida Svistunova van morir immediatament, Iúlia Pashkova va morir per les lesions sofertes, a l'hospital. Només una pilot va sobreviure - Khiuaz Dospanova, tot i que va patir ferides greus (es va trencar les cames). Tanmateix, després de diversos mesos d'hospitalització, l'aviadora va tornar a les files, tot i que com a persona discapacitada del 2n grup.
Algunes membres de les tripulacions també van morir abans de ser enviades al front, en accidents ocorreguts durant l'entrenament.

## Missions
En el transcurs de la guerra, el regiment va realitzar 23.672 sortides, relacionades en la següent llista:
- Batalla del Caucas – 2,920 sortides
- Alliberament del Kuban, Taman, Novorossisk – 4,623 sortides
- Ofensiva de Crimea – 6,140 sortides
- Ofensiva de Belarús – 400 sortides
- Ofensiva de Polònia – 5,421 sortides
- Ofensiva d'Alemanya – 2.000 sortides

Els intervals entre cada sortida duraven entre 5 i 8 minuts, sovint a la nit. Cada tripulació realitzava entre sis i vuit sortides al dia durant l'estiu i de deu a dotze sortides durant l'hivern.
La durada total dels vols realitzats va ser de 28.676 hores o 1191 dies en total.
En total es van llançar 2.902.980 kg de bombes de les quals, 26.000 eren bombes incendiàries. Segons estadístiques aproximades del regiment, van ser destruïts i danyats: 17 ponts sobre rius, nou ferrocarrils, dues estacions de ferrocarril, 26 magatzems, 12 dipòsits de combustible, 176 vehicles blindats, 86 punts de foc (utilitzats per l'artilleria) i 11 projectors de llum. La unitat també va realitzar 155 missions d'aprovisionament, de menjar o municions, a les tropes soviètiques.

## Armament

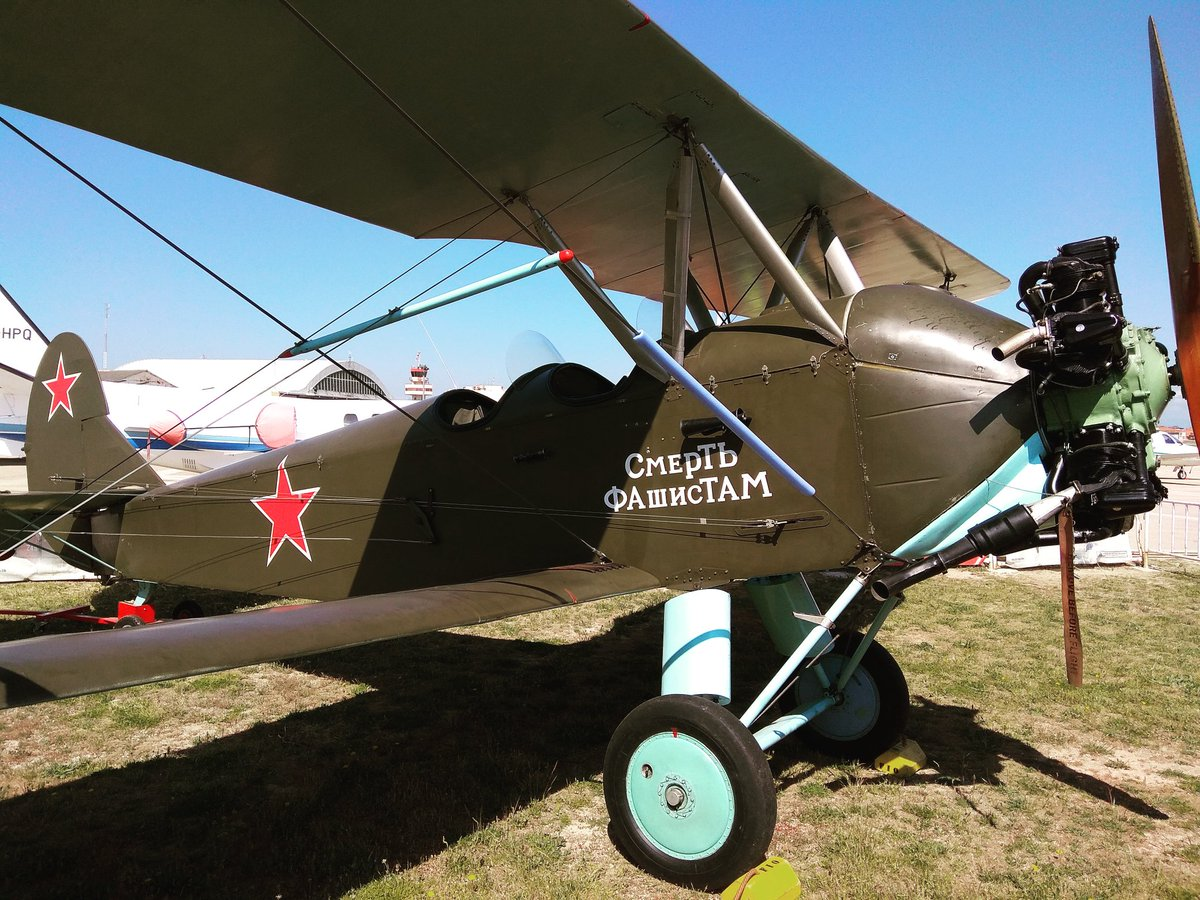
Un Polikàrpov Po-2 de l'exèrcit soviètic pilotat per l'esquadró de dones Nachthexen (bruixes de la nit) durant la II Guerra Mundial. En el fuselatge pot llegir-se, Смерть фашистам, ("Mort als feixistes").

El regiment estava equipat amb l'avió Polikàrpov Po-2. En formar el regiment hi havia 20 avions, llavors els seus nombre van augmentar fins a 45. Al final de la guerra, hi havia 36 avions de combat en servei.
| « | El nostre avió no es va crear per a operacions militars. Era un biplà de fusta amb dues cabines obertes, situades una després de l'altra, i amb controls dobles: per al pilot i el navegador. (Abans de la guerra, els pilots eren entrenats en aquestes màquines). Sense ràdio, comunicacions ni blindatge capaç de protegir la tripulació de les bales, amb un motor de baixa potència que podria arribar a una velocitat màxima de 120 km/h. No hi havia bodega de bombes a l'avió: les bombes es penjaven directament a sota del pla de l'avió. No hi havia mires, les creàvem nosaltres mateixes (...) La quantitat de càrrega de bombes variava de 100 a 300 kg. De mitjana, es carregaven 150-200 kg. Però durant la nit, l'avió aconseguia fer diverses sortides, i la càrrega total de bombes era comparable a la càrrega d'un gran bombarder | » |

El control era dual: l'avió el podia controlar tant el pilot com el navegador. Hi va haver casos en què els navegants van arribar a la base i van aterrar després que el pilot morís. Fins a l'agost de 1943, les pilots no van dur paracaigudes amb elles, i preferien carregar 20 kg més de bombes.
Les metralladores en avions només van aparèixer el 1944. Abans d'això, les úniques armes a bord per protegir la tripulació contra els combatents enemics eren pistoles TT-33.

## Principals components del Regiment

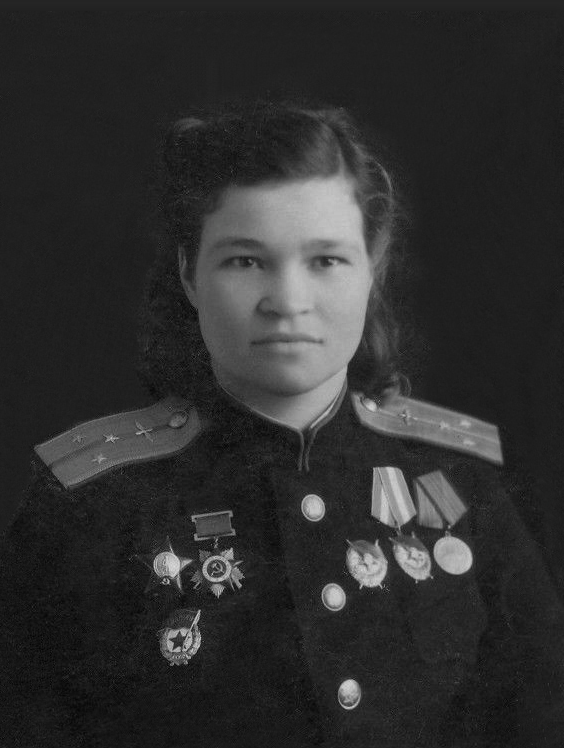
Irina Sebrova va volar en més de 1,008 missions en la guerra, més que cap altre membre del regiment.

- Ievdokia Berxànskaia - Comandant del regiment
- Serafima Amóssova - Comandant adjunta del regiment
- Irina Rakobólskaia - Cap d'estat major
- Khiuaz Dospanova - Cap de comunicacions

Heroïnes de la Unió Soviètica
- Raïssa Arónova,  Heroïna de la Unió Soviètica - Comandant de vol (capitana)
- Vera Bélik †, Heroïna de la Unió Soviètica - Navegant[11]
- Marina Txetxneva, Heroïna de la Unió Soviètica - Comandant d'esquadró
- Rufina Gàixeva, Heroïna de la Unió Soviètica - Navegant
- Polina Guélman, Heroïna de la Unió Soviètica - Navegant
- Antonina Khudiakova, Heroïna de la Unió Soviètica - Comandant adjunta d'esquadró
- Larissa Litvinova, Heroïna de la Unió Soviètica - Navegant
- Tatiana Makàrova †, Heroïna de la Unió Soviètica - Comandant de vol (capitana)
- Natàlia Meklin, Heroïna de la Unió Soviètica - Comandant de vol (capitana)
- Ievdokia Nikúlina, Heroïna de la Unió Soviètica - Comandant d'esquadró
- Ievdokia Nossal †, Heroïna de la Unió Soviètica - Comandant adjunta d'esquadró
- Zoia Parfiónova, Heroïna de la Unió Soviètica - Comandant adjunta d'esquadró
- Ievdokia Pasko, Heroïna de la Unió Soviètica - Navegant
- Nadejda Popova, Heroïna de la Unió Soviètica - Comandant d'esquadró
- Nina Raspópova, Heroïna de la Unió Soviètica - Comandant de vol (capitana)
- Ievguénia Rúdneva †, Heroïna de la Unió Soviètica - Navegant
- Iekaterina Riabova, Heroïna de la Unió Soviètica - Navegant
- Olga Sanfírova †, Heroïna de la Unió Soviètica - Comandant d'esquadró
- Irina Sebrova, Heroïna de la Unió Soviètica - Comandant de vol (capitana)
- Maguba Sirtlànova, Heroïna de la Unió Soviètica - Comandant Adjunta d'esquadró
- Maria Smirnova, Heroïna de la Unió Soviètica - Comandant d'esquadró
- Nina Uliànenko, Heroïna de la Unió Soviètica - Navegant
- Ievguénia Jigúlenko, Heroïna de la Unió Soviètica - Navegant